# John W. Kluge Center
John W. Kluge Center – interdycsyplinarny instytut badawczy w Bibliotece Kongresu Stanów Zjednoczonych w Waszyngtonie założony w 2002 roku. Placówka została ufundowana przez Johna Klugego, który w 2000 roku przekazał Bibliotece Kongresu 60 milionów dolarów. Instytut odpowiedzialny jest za przyznawanie nagrody nagrody Biblioteki Kongresu USA, która nosi imię fundatora instytutu i ma ambicję stać się odpowiednikiem nagrody Nobla w dziedzinie nauk społecznych i humanistycznych. Co roku instytut przyznaje również kilkadziesiąt stypendiów wybijającym się naukowcom.
Członkami rady naukowej instytutu są: Marie Arana, Baruch Blumberg, António Rosa Damásio, Jean Bethke Elshtain, Toru Haga, Hugh Heclo, William Roger Louis, Walter Allan McDougall, Mark A. Noll, Jessica Rawson, John Searle, William Julius Wilson, Gordon S. Wood, M. Crawford Young, Pauline Yu.